# Zyon Pullin
Zyon Pullin (Pleasant Hill, California; 3 de marzo de 2001) es un baloncestista estadounidense que actualmente se encuentra sin equipo. Con 1,93 metros de estatura, juega en la posición de base.

## Trayectoria deportiva

### Universidad
Jugó cuatro temporadas con los Highlanders de la Universidad de California en Riverside, en las que promedió 12,0 puntos, 4,1 rebotes y 3,6 asistencias por partido. Fue incluido en el mejor quinteto de la Big West en su último año después de promediar 18,3 puntos, 4,4 rebotes y 4,2 asistencias por partido mientras los Highlanders tenían su temporada más ganadora de la historia. Después de la temporada decidió utilizar el año adicional de elegibilidad otorgado a los atletas universitarios que jugaron en la temporada 2020 debido a la pandemia de COVID-19 e ingresó al portal de transferencia de la NCAA.
Fue transferido a los Gators de la Universidad de Florida. Jugó una temporada en la que promedió 15,5 puntos y 4,9 asistencias por partido, siendo incluido en el mejor quinteto de la Southeastern Conference.

### Profesional
Tras no ser elegido en el Draft de la NBA de 2024, el 1 de julio firmó un contrato dual con los Miami Heat, pero fue despedido el 25 de julio. Volvió a firmar con la franquicia el 5 de agosto, pero fue nuevamente despedido el 19 de octubre. El 28 de octubre se incorporó a la plantilla de los Sioux Falls Skyforce.
El 10 de enero de 2025 firmó un contrato dual con los Memphis Grizzlies.

## Estadísticas de su carrera en la NBA

### Temporada regular
| Año     | Equipo  | PJ | PT | MPP | %TC  | %3P | %TL | RPP | APP | ROB | TPP | PPP |
| ------- | ------- | -- | -- | --- | ---- | --- | --- | --- | --- | --- | --- | --- |
| 2024-25 | Memphis | 3  | 0  | 1.0 | .000 | –   | –   | .0  | .0  | .0  | .0  | .0  |
| Total   | Total   | 3  | 0  | 1.0 | .000 | –   | –   | .0  | .0  | .0  | .0  | .0  |